# 에치고타자와역
에치고타자와역(일본어: 越後田沢駅)은 일본 니가타현 도카마치시에 위치한 동일본 여객철도 이야마 선의 철도역이다. 단선 승강장 1면 1선의 구조를 갖춘 지상역이다.

## 역 주변
- 국도 제117호선 · 국도 제353호선
- 도쿄 전력 시나노가와 발전소
- 미야나카 댐
- 도카마치 시청 나카사토 지소

## 역사
- 1927년 11월 6일 : 개업.
- 1944년 6월 1일 : 국유화에 의해, 국철 이야마 선의 역이 됨.
- 1987년 4월 1일 : 일본국유철도 분할 민영화에 의해, 동일본 여객철도가 승계.
- 1990년 4월 1일 : 간이 위탁화.
- 1993년 4월 1일 : 간이 위탁 해제.
- 2001년 : 역사 개축.

## 인접 역
| 동일본 여객철도 이야마 선             | 동일본 여객철도 이야마 선 | 동일본 여객철도 이야마 선          |
| ------------------------------------- | ------------------------- | ---------------------------------- |
| 에치고시카와타리 나가노 · 도요노 방면 | ■ 이야마 선               | 에치고미즈사와 에치고카와구치 방면 |